# Holliday Grainger
Holliday Clark Grainger (* 27. března 1988 Didsbury) je britská filmová, divadelní a televizní herečka. Mezi její nejvýznamnější role se řadí Kate Beckettová v seriálu pro děti Roger and the Rottentrolls, Lucrezia Borgia v historickém seriálu Borgiové, Robin Ellacottová v televizním seriálu Strike, inspektorka Rachel Careyová v krimi seriál The Capture nebo Estella ve filmu Nadějné vyhlídky.

## Životopis
Narodila se ve městě Didsbury na předměstí Manchesteru. Po rozpadu rodičů vyrůstala pouze s matkou. V letech 1999 až 2006 navštěvovala v rodném městě Parrs Wood High School. V roce 2007 začala studovat anglickou literaturu na Univerzitě v Leedsu, ale později přestoupila na dálkové studium na Open University.

## Filmografie

### Film
| Rok  | Název                         | Role                   |
| ---- | ----------------------------- | ---------------------- |
| 2009 | Skautská příručka pro chlapce | Emily                  |
| 2009 | Awaydays (Zevláci)            | Molly Cartyová         |
| 2011 | Jana Eyrová                   | Diana Rivers           |
| 2012 | Nadějné vyhlídky              | Estella Havisham       |
| 2012 | Miláček                       | Suzanne Rousset        |
| 2012 | Anna Karenina                 | baronka                |
| 2014 | Klub výtržníků                | Lauren                 |
| 2015 | Popelka                       | Anastasia Tremaine     |
| 2016 | Do posledního dechu           | Miriam Pentinen Webber |
| 2017 | Tulipánová horečka            | Maria                  |
| 2017 | Moje sestřenice Rachel        | Louise Kendall         |
| 2018 | Tell It to the Bees           | Lydia Weekes           |
| 2019 | Zvířata                       | Laura                  |
| 2025 | Mickey 17                     | Gemma                  |

### Televize
| Rok       | Název                      | Role                 | Poznámky                   |
| --------- | -------------------------- | -------------------- | -------------------------- |
| 2001      | Dalziel a Pascoe           | Nichola Crowley      | díl: „Zdi mlčení“          |
| 2005      | Báječná sedmička           | Louise Jackson       | TV film                    |
| 2008      | Mrtvé probouzeti           | Nicola Bennet        | 2 díly                     |
| 2008      | Merlin                     | Sophia               | díl: „Na cestě do Avalonu“ |
| 2009      | Robin Hood                 | Meg                  | díl: „A Dangerous Deal“    |
| 2009      | Mladý Van Helsing          | Ruby                 | minisérie                  |
| 2011–2013 | Borgiové                   | Lucrezia Borgia      | hlavní role                |
| 2013      | Bonnie & Clyde             | Bonnie Parker        | minisérie                  |
| 2015      | Milenec lady Chatterleyové | Lady Chatterleyová   | TV film                    |
| 2017–     | Strike                     | Robin Ellacottová    | hlavní role                |
| 2018      | Patrick Melrose            | Bridget Watson Scott | minisérie                  |
| 2019      | The Capture                | Rachel Carey         | hlavní role                |

### Divadlo
| Rok  | Název      | Role  | Poznámky                    |
| ---- | ---------- | ----- | --------------------------- |
| 2009 | Dimetos    | Lydia | Donmar Warehouse, Londýn    |
| 2014 | Tři sestry | Irina | Southwark Playhouse, Londýn |

## Osobní život
Během natáčení seriálů Borgiové navázala v roce 2011 vztah s kanadským hercem Françoisem Arnaudem. Rozešli se v roce 2012.
Od roku 2015 je jejím partnerem anglický herec Harry Treadaway. V roce 2021 se jim narodila dvojčata.